# Église Saint-Martin de Bouillac
L'église Saint-Martin de Bouillac est une église située en France sur la commune de Bouillac, dans le département de l'Aveyron en région Occitanie.
Elle fait l'objet d'une inscription au titre des monuments historiques depuis le 12 mai 1944.

## Localisation
L'église est située sur la commune de Bouillac, dans le département français de l'Aveyron.

## Historique
Située sur la rive gauche du Lot, l'église Saint-Martin de Bouillac se trouve sur le chemin de Saint-Jacques de Compostelle. Au XIIe siècle, le sanctuaire, au départ un prieuré, a été construit par les ermites de Conques. Le chœur est du plus pur roman. Au XIIIe siècle, la nef et les chapelles latérales ont été remaniées en un style gothique très sobre, encore proche du roman. Un clocher carré, au droit du transept, est remonté à une époque plus récente mais dont les assises paraissent primitives. 
Une échauguette est collée au clocher. Des chapiteaux romans, à décor de palmettes et d'entrelacs ou d'oiseaux buvant dans un vase, sont visibles dans le chœur. Trois belles cloches en font son charme : une grosse fondue à Lyon en 1859, une moyenne et une petite fondues à Villefranche-de-Rouergue. Cette paroisse fut matrice puis annexe de Bouillac, en attendant l'époque moderne où les deux églises devinrent paroissiales. En 1429, ses revenus furent concédés au collège des prêtres de Notre-Dame d'Aurillac, à la demande de Bonne de Berry, vicomtesse de Carlat. Au XVIIe siècle, les habitants de Bouillac demandèrent la construction d'une église à cause du danger qu'il y avait de traverser le Lot en certaines périodes de l'année. Au XIXe siècle, des sarcophages ont été découverts attestant de l'ancienneté du monument. De 1860 à 1885, d'importantes réparations furent faites à l'église Saint-Martin de Bouillac. 
L'association paroissiale appelée la fabrique est propriétaire de l'église, du presbytère et de l'école construite en 1860. En 1918, le presbytère se trouvant dans un état pitoyable, dut subir une restauration de toutes ses pièces. En 1921, le curé fit installer l'électricité. En 1923, les toitures et les chéneaux de l'église furent réparés. Une nouvelle croix fut érigée au sommet du calvaire. En 1926, l'intérieur du bâtiment fut restauré : peinture de la voute du chœur, consolidation et peinture de la chaire et du confessionnal ; les soubassements furent faits au ciment. An 1928, construction d'un caniveau en ciment tout autour de l'église pour l'assainir. 
Dans les années 1990, la rénovation de cette église, dont le chœur est classé par les Beaux-Arts, fut commencée sous l'égide des Bâtiments de France, avec la commune de Bouillac comme maître d'ouvrage. Les travaux, avec l'aide de la paroisse, s'achevèrent en avril 1994 et l'inauguration de cette belle réhabilitation eut lieu le 13 juin, en présence de Mgr Bellino Ghirard, alors évêque de Rodez. 
L'édifice est inscrit au titre des monuments historiques en 1944.